# Comunità montana Cinque Valli Bolognesi
La Comunità montana Cinque Valli Bolognesi  era una comunità montana della provincia di Bologna, comprende le valli dei fiumi Idice, Savena, Sambro, Setta e Reno (da est ad ovest).
È stata sciolta nel 2009 ed i comuni che ne erano membri sono, in parte, stati aggregati alla Comunità montana Alta e Media Valle del Reno e, in parte, hanno formato l'Unione Montana Valli Savena-Idice.
Era costituita dai comuni di:
- Castiglione dei Pepoli
- Loiano
- Monghidoro
- Monterenzio
- Monzuno
- Pianoro
- Sasso Marconi
- San Benedetto Val di Sambro

La Comunità confinava a nord con i comuni di Casalecchio di Reno e Bologna; a sud con le Provincia di Firenze e Prato; a est con la Comunità montana Valle del Santerno; a ovest con la Comunità montana Alta e Media Valle del Reno e con la Comunità montana Valle del Samoggia.
Il territorio è stato interessato dai lavori del progetto ferroviario del treno ad alta velocità (TAV) e dal progetto di potenziamento dell'Autostrada del Sole, noto come "variante di valico".
Nel 2006 si è concluso l'iter per la costituzione della riserva naturale del Contrafforte pliocenico, che ha un'estensione di circa 757 ettari nei territori della Comunità montana.

## Scioglimento della comunità montana
Nel 2008 la legge regionale n. 10 della Regione Emilia-Romagna propone lo scioglimento della Comunità montana e una riorganizzazione territoriale come segue:
()
Il 31 ottobre 2009 il processo di scioglimento si completa e si delinea il nuovo assetto proposto dalla Regione, e vede così la luce la nuova Unione Montana Valli Savena-Idice.